# 선풍엽
권자장은 글을 읽을 때 한쪽은 풀고 한쪽은 감으면서 읽어야 하고, 본문의 중간이나 끝의 몇 행만 참고할 경우에도 모두 풀었다 감았다 해야하는 불편함이 있었다. 이러한 불편한 점을 해결하기 위해서 고안된 것이 선풍엽이다.
송나라 구양수의 귀전록에는 선풍장은 긴 종이를 밑부분에 깔고 그 위에 엽자를 비스듬하게 하여 우측 글자가 없는 공백부분을 한 장씩 좌측방향으로 붙여나간 형태로 소개되어 있다. 이러한 모양이 권자를 펴면 마치 고기비늘과 같다 하여 용린장이라 하고, 이를 말 때는 회오리바람과 같다하여 선풍장이라 하고, 권자가 붙어 있어 선풍권자라고도 하였다.
본래 선풍이란 말은 빠르다는 의미를 지닌 용어로, 이는 선풍장이 권자장에 비하여 신속하고 편리하게 필요한 부분을 찾아 읽을 수 있다는 것을 말한다. 선풍장은 독서할 때 권자를 펴고 안에 붙어 있는 엽자를 한장씩 넘겨 가면서 볼 수 있었을  뿐 아니라 책을 만들 때 양면에 필사할 수 있었다. 이는 비록 권자본의 모태를 벗어나지는 못했지만, 권자본보다는 현저하게 발전된 장정형식이다.